# Landesbischof
Landesbischof ist der Titel des geistlichen Leiters einiger evangelischer Landeskirchen in Deutschland. Der Begriff entstand durch die Einführung des landesherrlichen Kirchenregiments der Reformationszeit. Landesherren, die für ihr Land die Einführung des neuen Bekenntnisses durchsetzten, übten in der Folge alle Rechte eines Bischofs für ihr Herrschaftsgebiet aus, daher der Begriff Landesbischof, auch summus episcŏpus (lateinisch für: „oberster Bischof“). Mit dem Ende der Monarchie nach dem Ersten Weltkrieg entfiel 1918 das landesherrliche Kirchenregiment. Seither wählt in einigen Landeskirchen die Synode als zuständiges Gremium einen Theologen zum Landesbischof. Andere Landeskirchen kennen als leitendes geistliches Amt den Bischof, den Präses oder den Kirchenpräsidenten. Ende der 1980er Jahre wurden erstmals Frauen in Leitungsämter gewählt. In der Evangelischen Landeskirche in Württemberg besteht die Besonderheit, dass theoretisch auch ein Laie zum Landesbischof gewählt werden könnte.
- Landesbischöfe gibt es in folgenden Kirchen:
  - Evangelische Landeskirche in Baden
  - Evangelisch-Lutherische Kirche in Bayern
  - Evangelisch-Lutherische Landeskirche in Braunschweig
  - Evangelisch-Lutherische Landeskirche Hannovers
  - Evangelische Kirche in Mitteldeutschland
  - Evangelisch-Lutherische Kirche in Norddeutschland
  - Evangelisch-Lutherische Landeskirche Sachsens
  - Evangelisch-Lutherische Landeskirche Schaumburg-Lippe
  - Evangelische Landeskirche in Württemberg
- Bischöfe gibt es in folgenden Kirchen:
  - Evangelische Kirche Berlin-Brandenburg-schlesische Oberlausitz
  - Evangelische Kirche von Kurhessen-Waldeck
  - Evangelisch-Lutherische Kirche in Oldenburg
- Kirchenpräsidenten gibt es in folgenden Kirchen:
  - Bremische Evangelische Kirche[2][3]
  - Evangelische Kirche in Hessen und Nassau
  - Evangelische Landeskirche Anhalts
  - Evangelische Kirche der Pfalz
  - Evangelisch-reformierte Kirche
- Einen Präses gibt es in folgenden Kirchen:
  - Evangelische Kirche im Rheinland
  - Evangelische Kirche von Westfalen
- Einen Landessuperintendenten gibt es in folgender Kirche:
  - Lippische Landeskirche

## Frauen im geistlichen Leitungsamt
- Maria Jepsen war von 1992 bis 2010 Bischöfin im Sprengel Hamburg bzw. Hamburg-Lübeck, von 2001 bis 2004 zugleich Vorsitzende der Kirchenleitung der Nordelbischen Evangelisch-Lutherischen Kirche und damit leitende Bischöfin. Weitere Bischöfinnen in der NEK: Bärbel Wartenberg-Potter (Sprengel Holstein-Lübeck, 2001–2008), Kirsten Fehrs (Sprengel Hamburg-Lübeck, seit 2011).
- Margot Käßmann, von 1999 bis 2010 Landesbischöfin der Evangelisch-Lutherischen Landeskirche Hannovers, von 2009 bis 2010 zugleich Ratsvorsitzende der EKD
- Ilse Junkermann, von 2009 bis 2019 Landesbischöfin der Evangelischen Kirche in Mitteldeutschland
- Annette Kurschus, von 2012 bis 2023 Präses der Evangelischen Kirche von Westfalen
- Kristina Kühnbaum-Schmidt, seit 2019 Landesbischöfin der Evangelisch-Lutherischen Kirche in Norddeutschland
- Beate Hofmann, seit 2019 Bischöfin der Evangelischen Kirche von Kurhessen-Waldeck
- Dorothee Wüst, seit 2021 Kirchenpräsidentin der Evangelischen Kirche der Pfalz
- Susanne Bei der Wieden, seit 2021 Kirchenpräsidentin der Evangelisch-reformierten Kirche
- Heike Springhart, seit 2022 Landesbischöfin der Evangelischen Landeskirche in Baden
- Christiane Tietz, seit 2025 Kirchenpräsidentin der Evangelischen Kirche in Hessen und Nassau